# Bremer voetbalkampioenschap
Het Bremer voetbalkampioenschap (Duits: Bremer Fußballmeisterschaft) was een regionale voetbalcompetitie uit de stad Bremen en omgeving.
De competitie werd  georganiseerd door de Bremer voetbalbond tot 1907, daarna nam de Noord-Duitse voetbalbond het over.
De competitie werd gedomineerd door Bremer SC 1891 en FV Werder Bremen. In 1913/14 werd gestart met één competitie voor heel Noord-Duitsland, enkel kampioen Werder Bremen plaatste zich hiervoor. Het kampioenschap van 1913/14 was daardoor de tweede klasse. Door het uitbreken van de Eerste Wereldoorlog werd deze grotere competitie weer afgeschaft. Vanaf 1922 werd er begonnen met een nieuwe competitie, het voetbalkampioenschap van Wezer-Jade.
De resultaten van het seizoen 1903/04 zijn niet meer bekend. In verschillende bronnen worden exact dezelfde resultaten gegeven van het seizoen 1903, terwijl wel geweten is dat Bremer SC kampioen werd en niet Werder Bremen.

## Erelijst
- 1900 Bremer SC 1891
- 1901 Bremer SC 1891
- 1902 Bremer SC 1891
- 1903 FV Werder 1899 Bremen
- 1904 FV Werder 1899 Bremen
- 1905 Bremer SC 1891
- 1906 FV Werder 1899 Bremen
- 1907 Bremer SC 1891
- 1908 Bremer SC 1891
- 1909 Bremer SC 1891
- 1910 FV Werder 1899 Bremen
- 1911 Bremer SC 1891
- 1912 Bremer SC 1891
- 1913 FV Werder 1899 Bremen
- 1914 Bremer SC 1891
- 1915 Bremer SC 1891
- 1916 FV Werder 1899 Bremen
- 1917 Bremer SC 1891
- 1918 Bremer SC 1891
- 1919 Bremer SC 1891
- 1920 ABTS Bremen

## Eeuwige ranglijst
In seizoen 1913/14 was de competitie niet de hoogste divisie. 
| Club                    | /21 | Seizoenen (1899-1920)           |
| ----------------------- | --- | ------------------------------- |
| Bremer SC 1891          | 20  | 1899-1919                       |
| FV Werder Bremen        | 20  | 1899-1913, 1914-1920            |
| FV 1896 Komet Bremen    | 13  | 1906-1915, 1916-1920            |
| Club SuS 1896 Bremen    | 10  | 1899-1909                       |
| FC Lloyd Bremen         | 10  | 1906-1915, 1919-1920            |
| FV Germania 01 Bremen   | 7   | 1902-1903, 1905-1906, 1909-1914 |
| FC Britannia 01 Bremen  | 7   | 1906-1913                       |
| Bremer BV 01            | 7   | 1909-1915, 1918-1919            |
| BV Sport 06 Bremen      | 6   | 1914-1920                       |
| FC Elite Bremen         | 5   | 1900-1901, 1904-1908            |
| FC Hohenzollern Bremen  | 4   | 1911-1915                       |
| Bremer SC 1891 II       | 3   | 1900-1903                       |
| ASC 1898 Bremen         | 3   | 1899-1902                       |
| SuS 1900 Delmenhorst    | 3   | 1916-197, 1918-1920             |
| FV Germania 1899 Bremen | 2   | 1899-1901                       |
| SC Hansa 1898 Bremen    | 2   | 1899-1901                       |
| VfB 01 Bremen           | 2   | 1914-1916                       |
| TuS Eintracht Bremen    | 2   | 1917-1918, 1919-1920            |
| SV 1890 Woltmershausen  | 2   | 1916-1917, 1919-1920            |
| Bremer FV 1891          | 1   | 1899-1900                       |
| KSV Simson Bremen       | 1   | 1899-1900                       |
| FC 1880 Bremen          | 1   | 1899-1900                       |
| Bremer FV 1900          | 1   | 1902-1903                       |
| SuS 1896 Groepelingen   | 1   | 1911-1912                       |
| Bremania Bremen         | 1   | 1913-1914                       |
| FC Stern 07 Bremen      | 1   | 1919-1920                       |
| Viktoria Bremen         | 1   | 1919-1920                       |
| SV Hemelingen           | 1   | 1919-1920                       |
| Bremer TV               | 1   | 1919-1920                       |
| Bremer SV               | 1   | 1919-1920                       |
| Germania Bremen         | 1   | 1919-1920                       |
| ABTS Bremen             | 1   | 1919-1920                       |

1899/00 · 1900/01 · 1901/02 · 1902/03 · 1903/04 · 1904/05 · 1905/06 · 1906/07 · 1907/08 · 1908/09 · 1909/10 · 1910/11 · 1911/12 · 1912/13 · 1913/14 · 1914/15 · 1915/16 · 1916/17 · 1917/18 · 1918/19 · 1919/20